# Clement Armitage

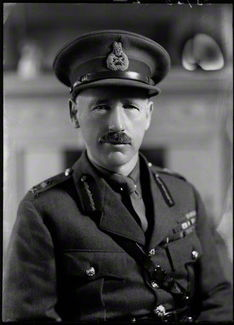
Clement Armitage

Sir Charles Clement Armitage, KCB, CMG, DSO (* 12. Dezember 1881 in Honley, West Yorkshire; † 15. Dezember 1973 in Lechlade, Gloucestershire) war ein britischer General.

## Leben
Clement Armitage begann nach dem Schulbesuch 1901 eine Offiziersausbildung und wurde nach deren Abschluss Offizier der Artillerie (Royal Artillery). Mit verschiedenen vorübergehenden Dienstgraden (Temporary Rank) oder in einem Brevet-Rang war er im Ersten Weltkrieg vom 24. September 1916 bis zum 9. Januar 1918 Generalstabsoffizier 1 (G 1) der in Frankreich eingesetzten Expeditionsstreitkräfte BEF (British Expeditionary Force) sowie zwischen dem 18. Februar und dem 13. Juni 1918 G 1 der ebenfalls in Frankreich verwendeten 8. Infanteriedivision (8th Infantry Division). Im Anschluss war er vom 14. Juni 1918 bis zum 1. Februar 1919 Ausbilder am Staff College Camberley und danach zwischen dem 2. Februar und dem 31. März 1919 kurzzeitig G 1 der 31. Infanteriedivision, ehe er vom 1. April bis zum 23. Juli 1919 noch Generalstabsoffizier 1 der Panzergruppe der Britischen Rheinarmee. Während seiner darauf folgenden zwischen dem 24. Juli 1919 und dem 30. Oktober 1922 dauernden Verwendung als G 1 der 3. Infanteriedivision (3rd Infantry Division) wurde er am 10. August 1921 zum Oberstleutnant befördert.
Nach weiteren Verwendungen war Armitage vom 18. Mai 1925 bis zum 6. November 1926 Chefausbilder an der Artillerieschule und wurde in dieser Verwendung am 3. Juni 1925 zum Oberst befördert, wobei diese Beförderung auf den 1. Januar 1921 zurückdatiert wurde. Als solcher fungierte er zwischen dem 6. November 1926 und dem 4. Februar 1929 selbst als Kommandant der Artillerieschule sowie im Anschluss vom 4. Februar 1929 bis zum 15. Juli 1932 als Kommandeur (Commanding Officer) der 7. Infanteriebrigade (7th Infantry Brigade). Zusätzlich war er vom 9. November 1930 bis zum 6. Juni 1932 Adjutant (Aide-de-camp General) von König Georg V. Nach seiner Beförderung zum Generalmajor am 6. Juni 1932 wurde er zwischen dem 15. Juli 1932 und dem 21. Januar 1934 mit halbem Sold (Half-pay) zur besonderen Verwendung freigestellt.
Am 22. Januar 1934 löste Generalmajor Armitage Generalmajor John Dill als Kommandant des Staff College Camberley ab und verblieb in dieser Funktion bis zum 18. Februar 1936, woraufhin Generalmajor John Vereker, 6. Viscount Gort seine Nachfolge antrat. Er selbst übernahm am 18. Februar 1936 als Nachfolger von Generalmajor John Kennedy  den Posten als Kommandeur (General Officer Commanding) der 1. Infanteriedivision (1st Infantry Division) und hatte diesen bis zu seiner Ablösung durch Generalmajor Harold Alexander am 17. Februar 1938 inne. Während dieser Zeit erfolgte am 17. Dezember 1937 seine Beförderung zum Generalleutnant und er war anschließend zwischen dem 1. April 1938 und dem 23. Mai 1942 Chef der Nachschub-, Versorgungs- und Technischen Truppe (Master-General of the Ordnance) im Heereshauptquartier in Britisch-Indien. Er wurde am 9. Juni 1938 zum Knight Commander des Order of the Bath (KCB) geschlagen und führte seitdem den Namenszusatz „Sir“. Darüber hinaus war er vom 24. Juni 1938 bis zum 23. Juni 1948 Colonel Commandant der Royal Artillery und wurde am 8. Juni 1940 zum General befördert.
Armitage, der auch Companion des Order of St. Michael and St. George (CMG) sowie Träger des Distinguished Service Order (DSO) war, schied am 4. Juli 1942 nach 41 Jahren aus dem aktiven Militärdienst aus.